# Saša Mitrović
Saša Mitrović, né le 24 mai 1973, est un handballeur franco-serbe évoluant au poste d'arrière droit.
Mitrović est l'un des joueurs emblématiques de l’ascension en ProD2 du Chartres MHB28.

## Biographie
Saša Mitrović commence le handball en Serbie à l'âge quinze ans et signe son premier contrat professionnel à 18 ans. Il connaît deux-trois clubs serbes dont celui de Pristina. Mais rapidement, sa famille et lui partent pour Chypre en raison de la guerre du Kosovo en mars 1998. C'est sur cette île que nait son fils Luka. À Chypre, Mitrović joue la Coupe d'Europe avec le SPE Strovolos Nicosie puis avec le Youth Union Strovolos.
Mitrović arrive en France en 2003. Il joue une saison à Gien puis deux ans au RS Saint-Cyr Touraine HB. En 2006, il rejoint le Mainvilliers-Chartres HB. L'équipe évolue en Nationale 2. La base arrière est alors composée des internationaux Raoul Prandi, Mourad Khabir et de Mitrović. Celle-ci à fière allure et propulse le club vers la Nationale 1 en une seule saison. Durant l'été 2007, Mitrović se voit proposer le brassard de capitaine.
Au terme de la saison 2008-2009, Saša Mitrović est élu meilleur arrière droit de Nationale 1. En février 2010, le capitaine et arrière droit de Chartres-Mainvilliers revient sur les terrains après cinq mois d'absence à cause d'une pubalgie. Au terme de la saison 2010-2011, à 38 ans passés, le géant Serbe reprend son titre de meilleur arrière droit du championnat de N1 après une saison précédente émaillée par une blessure.
En mai 2014, à 41 ans, Saša Mitrović met un terme à sa carrière de joueur professionnel. L’arrière droit a vécu huit saisons au Chartres Métropole HB28, de la Nationale 2 à la ProD2. Le Franco-Serbe a connu deux montées avec l'équipe première et une troisième lors de cette saison 2013-2014 avec la réserve en Pré-Nationale. S'il arrête officiellement avec l'équipe première car c'est la fin de son contrat. Mitrović continue avec l'équipe réserve. Montés en N3 en 2014, son objectif est d'accéder à la N2 tout en passant ses diplômes d'entraîneur et d'apporter aux jeunes toute son expérience.
En même temps que son emploi de handballeur, Mitrović est alors employé dans une crèche familiale à plein-temps. Il accompagne les enfants dans leurs activités.
Il prend sa retraite sportive en 2016.